# Regierung Stauning III
Die Regierung Stauning III (dän. regeringen Stauning III) unter Ministerpräsident Thorvald Stauning war vom 4. November 1935 bis zum 15. September 1939 die Regierung Dänemarks. Amtierender König war Christian X.
Die Regierung Stauning III wurde aus der Socialdemokraterne und Det Radikale Venstre gebildet. Sie war die zweite dänische Regierung in dieser Zusammensetzung und das insgesamt 35. Kabinett seit der Märzrevolution.

## Kabinettsliste
| Ressort                                                               | Name               | Partei               | Amtsperiode           |
| --------------------------------------------------------------------- | ------------------ | -------------------- | --------------------- |
| Ministerpräsident                                                     | Thorvald Stauning  | Socialdemokraterne   |                       |
| Äußeres                                                               | P. Munch           | Det Radikale Venstre |                       |
| Finanzen                                                              | H.P. Hansen        | Socialdemokraterne   | bis zum 20. Juli 1937 |
| Finanzen                                                              | Vilhelm Buhl       | Socialdemokraterne   | ab dem 20. Juli 1937  |
| Krieg und Marine (vereinigt als Verteidigungsminister)                | Alsing Andersen    | Socialdemokraterne   |                       |
| Kirche                                                                | Johannes Hansen    | Socialdemokraterne   |                       |
| Bildung                                                               | Jørgen Jørgensen   | Det Radikale Venstre |                       |
| Justiz                                                                | K.K. Steincke      | Socialdemokraterne   |                       |
| Inneres                                                               | Bertel Dahlgaard   | Det Radikale Venstre |                       |
| öffentliche Arbeiten                                                  | N.P. Fisker        | Socialdemokraterne   |                       |
| Landwirtschaft (ab dem 9. November 1935 Landwirtschaft und Fischerei) | Kristen Bording    | Socialdemokraterne   |                       |
| Industrie, Handel und Seefahrt                                        | Johannes Kjærbøl   | Socialdemokraterne   |                       |
| Soziales                                                              | Ludvig Christensen | Socialdemokraterne   |                       |

## Quelle
- Statsministeriet: Regeringen Stauning III